# بيرت أندريه
بيرت أندريه (بالهولندية: Bert André)‏ هو مؤدي وممثل هولندي، ولد في 6 أغسطس 1941 في هولندا، وتوفي في 21 مايو 2008 في بلجيكا بسبب سكتة.

## وصلات خارجية
- بيرت أندريه على موقع IMDb (الإنجليزية)
- بيرت أندريه على موقع ألو سيني (الفرنسية)
- بيرت أندريه على موقع قاعدة بيانات الأفلام السويدية (السويدية)
- بيرت أندريه على موقع قاعدة بيانات الفيلم (الإنجليزية)
- بيرت أندريه على موقع كينوبويسك (الروسية)